# Mark Lasoff
Mark Lasoff é um especialista em efeitos visuais estadunidense. Venceu o Oscar de melhores efeitos visuais na edição de 1998 por Titanic, ao lado de Thomas L. Fisher, Michael Kanfer e Robert Legato.